# Sant Andreu de Llavaneres (kommun)
Sant Andreu de Llavaneres är en kommun i Spanien.   Den ligger i provinsen Província de Barcelona och regionen Katalonien, i den östra delen av landet, 500 km öster om huvudstaden Madrid. Antalet invånare är 10 541. Arean är 11,9 kvadratkilometer. Sant Andreu de Llavaneres gränsar till Dosrius, Sant Vicenç de Montalt och Mataró. 
Terrängen i Sant Andreu de Llavaneres är platt åt sydost, men åt nordväst är den kuperad.